# Newark (Californie)
Pour les articles homonymes, voir Newark.
Newark est une municipalité du comté d'Alameda, dans l’État de Californie, aux États-Unis. Ville incorporée depuis septembre 1955, Newark est totalement enclavée au sein de la ville de Fremont. Sa population s’élevait à 42 573 habitants lors du recensement de 2010, estimée à 47 531 habitants en 2017.

## Géographie
Selon le Bureau du recensement des États-Unis la ville a une superficie de 36,3 km2 dont 36,3 km2 de terre et 0,1 km2 (0,21 %) d'eau.

## Démographie
| 1880 | 1950  | 1960  | 1970   | 1980   | 1990   |
| ---- | ----- | ----- | ------ | ------ | ------ |
| 179  | 1 532 | 9 884 | 27 153 | 32 126 | 37 861 |

| 2000   | 2010   | - | - | - | - |
| ------ | ------ | - | - | - | - |
| 42 471 | 42 573 | - | - | - | - |

## Personnalités liées
- Chris Flexen, joueur de baseball y est né en 1994
- Bayley Catcheuse WWE y est née en 1989.